# La Cristiada
La Cristiada – epos religijny hiszpańskiego poety Diega de Hojeda (1570-1650) opowiadający o męce i śmierci Chrystusa na krzyżu. Utwór został  wydany w Sewilli w Hiszpanii, rodzinnym mieście autora, w 1611 roku, ale powstał w Peru, gdzie poeta był dominikańskim zakonnikiem. Peru było wówczas prowincją w zamorskich posiadłościach Hiszpanii, zarządzaną przez wicekróla. Urząd wicekróla sprawował w czasie napisania poematu Don Juan de Mendoza y Luna, markiz Montesclaros i to właśnie jemu dominikanin zadedykował swój utwór. Poemat składa się z dwunastu pieśni i jest skomponowany oktawą. Ogółem liczy sobie 1962 strofy, czyli 15 696 wersów. Przez dwa stulecia epos pozostawał dziełem zupełnie zapomnianym, aż do czasu, gdy poeta Manuel José Quintana zamieścił jego fragmenty w swojej antologii Poesías selectas castellanas; segunda parte. Musa épica; ó coleccion de los trozos mejores de nuestros poemas heroicos, opublikowanej w 1833 roku. Pierwsza strofa eposu ma następujące brzmienie:

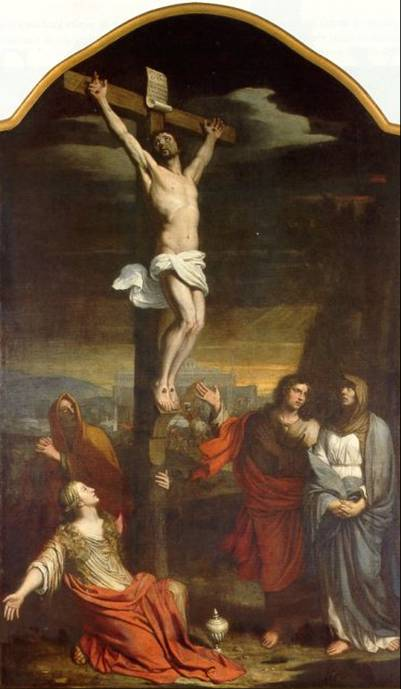
Englebert Fisen (1655–1733), Ukrzyżowanie, 1684

Canto al Hijo de Dios, humano, y muerto
Con dolores y afrenta por el hombre.
Musa divina, en su costado abierto
Baia mi lengua y muevela en su nombre,
Porque suene mi voz con tal concierto,
Que, los oidos halagando, asombre
Al rudo y sabio, y el cristiano gusto
Halle provecho en un deleite justo.